# فرودگاه رود استین
فرودگاه رود استین (به انگلیسی: Steen River Airport) یک فرودگاه همگانی است که یک باند فرود چمن دارد و طول باند آن ۱۵۲۴ متر است. این فرودگاه در کشور کانادا قرار دارد و در ارتفاع ۳۰۴ متری از سطح دریا واقع شده است.